# Unduloribates hebes
Unduloribates hebes är en kvalsterart som beskrevs av Aoki 1965. Unduloribates hebes ingår i släktet Unduloribates och familjen Unduloribatidae. Inga underarter finns listade i Catalogue of Life.